# ASCALON (canon)
Pour les articles homonymes, voir Ascalon (homonymie).
L'Autoloaded and SCALable Outperforming guN ou ASCALON est un prototype de canon pour tourelle de char de calibre 120 ou 140 mm conçu par Nexter au début des années 2020. D'usage général comme tout canon de char de combat principal, il est optimisé pour pouvoir défaire de futurs chars adverses plus lourdement protégés tant par leur blindage que par leur systèmes de protection active. Il a la particularité d'employer des munitions télescopées.
Dans le cadre du programme MGCS, l'ASCALON est en concurrence avec le canon Rh-130 de Rheinmetall pour équiper le futur char de combat franco-allemand.

## Historique
Le 14 avril 2021, Nexter dévoile sur son site internet qu'il est en train de développer un nouveau concept d'armement principal pour char de combat,.
En mai 2022, débute une campagne de tir sur le polygone de tir d'Alcochete, au Portugal. Le canon aurait atteint le stade 4 du niveau de maturité technologique de l'échelle TRL et le stade 6 serait atteint à l'horizon 2025. Le canon est dévoilé au public en juin 2022 au salon Eurosatory. Il reprend, pour l'instant, la culasse du canon de 140 mm armant le prototype de tourelle T4 fabriquée en 1996 pour le char Leclerc dans le cadre du programme multinational FTMA (Future Tank Main Armament).
En juin 2024, l'ASCALON avec un tube de 120 mm est monté sur le Leclerc Évolution, une nouvelle version du char Leclerc qui a été présentée lors du salon de l’armement aéroterrestre Eurosatory. Début 2025, il a tiré plus de 250 munitions de 140 mm au camp militaire portugais d’Alcochete et devrait atteindre le niveau TRL 6 en fin d'année. Il sera rapidement intégré dans une tourelle téléopérée montée sur un châssis de Leopard ou de Leclerc XLR pour une première campagne de tir à l’arrêt sur cible fixe en octobre, puis début 2026 en mouvement sur cible fixe.
Une munition guidée fait l'objet du projet de technologies de défense « PELTASTE » (cf. infanterie légère grecque). Selon la portée de tir, elle pourrait atteindre la frontière de l’hypersonique, ce qui la rendrait très difficile à intercepter, y compris par les systèmes de protection active. Elle devrait atteindre le niveau TRL 5 fin 2028.

## Caractéristiques techniques
Le canon ASCALON utilise des munitions télescopées, ce qui permet un gain de compacité significatif : la longueur d'une munition télescopée de 140 mm ne dépasse pas 1,3 m contre plus de 1,5 m pour les munitions en deux fardeaux du même calibre issues du programme international FTMA au milieu des années 1990. Il est possible de démonter le tube 140 mm de son affût pour le remplacer en moins d'une heure par un modèle de 120 mm. Le calibre 140 mm permet d'atteindre des performances balistiques supérieures tout en restant en-dessous des pressions atteintes dans la chambre des canons de 120 mm. Son frein de bouche en poivrière est optimisé pour limiter l'effet de souffle dégagé lors du tir qui pourrait nuire aux fantassins évoluant aux côtés d'un char en zone urbaine. Du fait de son effort de recul limité, l'ASCALON peut être monté sur des chars de combat ayant une masse inférieure à 50 t. 
Deux munitions ont actuellement été développées, SHARD, un obus-flèche et une munition intelligente pour des tirs au-delà de la vue directe [TAVD (NLOS)]. La succession de Shard devrait déjà arriver en 2028, « super shot gros calibre » qui consiste à immerger les flèches les plus longues possibles et donc plus vulnérantes au sein de la charge propulsive.